# Nierstrassia fragile
Nierstrassia fragile är en blötdjursart. Nierstrassia fragile ingår i släktet Nierstrassia och familjen Lepidomeniidae. Inga underarter finns listade i Catalogue of Life.